# Melodies of Hope
Melodies of Hope (englisch für Melodien der Hoffnung) ist ein Lied der deutschen Sängerin und Songwriterin Patty Gurdy. Mit dem Popsong nahm Gurdy am deutschen Vorentscheid zum Eurovision Song Contest 2023 Unser Lied für Liverpool teil und belegte dort den letzten Platz.

## Entstehung und Veröffentlichung
Gurdy war 2021 selbst von der Flutkatastrophe im Ahrtal betroffen und verlor ihre Wohnung und ihr Studio sowie fast sämtliches Equipment. Durch die Unterstützung ihrer Fanbase konnte in kurzer Zeit wieder ein Aufnahmestudio eingerichtet werden. Diese Entwicklung, aber auch verschiedene Krisen der aktuellen Zeit (z. B. den Krieg in der Ukraine) verarbeitet sie textlich in ihrem Song. Erste musikalische Ansätze des Stücks entstanden während eines Auslandsaufenthalts in Edinburgh. Zusammen mit ihrem Produzenten Hannes Braun entstand wenig später das gesamte Lied innerhalb eines Tages. Gurdy selbst beschreibt den Song als Celtic Folk Pop.
Bereits zur Veröffentlichung des Stücks war Gurdy im Auswahlprozess zum deutschen Vorentscheid zum Eurovision Song Contest 2023 involviert. Die Entscheidung sich mit dem Song beim deutschen Vorentscheid zu bewerben, beschrieb sie selbst wie folgt:

„Nach einer Woche Bedenkzeit kam eine kleine Stimme in mir auf, die sagte: „Mach‘s nicht für dich, mach‘s für die Menschen, die die Message im Song brauchen“. Das hat mich dann wie ein Motor angetrieben und mir meine Mission vor Augen geführt.“

Das Werk erschien, wie auch das Musikvideo am 23. November 2022. Gurdy selbst war dabei für die Postproduktion des Videos verantwortlich.

## Bei Unser Lied für Liverpool
Am 3. März 2023 nahm Gurdy an Unser Lied für Liverpool teil, der deutschen Vorentscheidung zum Eurovision Song Contest 2023. Sie war eine von acht Teilnehmern und trat mit der sechsten Startnummer auf. Sie erreichte mit insgesamt 56 Punkten den letzten Platz, davon 22 von der Jury (vorletzter Platz) und 34 vom Publikum (dritter Platz).

## Musikalisches
Das Werk beinhaltet zwei Strophen sowie einen Refrain, der jeweils nach der ersten und zweiten Strophe einmal gesungen wird. Dem Refrain nach der zweiten Strophe schließt sich eine Bridge an, ehe das Lied nach einer weiteren Wiederholung des Refrains abschließt. Musikalisch hervorzuheben ist die Nutzung des Instruments, der Drehleier. Sie wird zu Beginn des Lieds, nach der ersten und zweiten Wiederholung des Refrains sowie als Abschluss des Stücks stilistisch eingesetzt.

## Rezeption
Das Lied verfehlte den Einstieg in die offiziellen Singlecharts, konnte sich jedoch auf Rang 32 der deutschen Downloadcharts platzieren.